# Lance Dur
La Dernière Aventure du Comte Lance Dur, ou simplement appelée Lance Dur sur les plateformes de diffusion est une mini-série d'animation française, diffusée entre le 1er mars et le 12 avril 2023 sur ADN et en intégralité à partir du 17 juillet 2023 sur France.tv Slash.
Co-produite par Ankama Animations et Planet Nemo Animation, elle s'inscrit dans le même univers que les jeux vidéos Dofus et Wakfu, une trentaine d'années après les événements de la série d'origine Wakfu.

## Synopsis
Le comte Lance Dur était un combattant, une légende, un de ceux dont on se souvient à jamais. Oui mais voilà, tout cela appartient désormais au passé : la vieillesse et la maladie le rattrapent. Il souffre et se morfond dans son château… jusqu'au jour où sa petite-fille, Ozie, est enlevée par une sorcière. Accompagné de son fils Agard mais aussi de Chaille, Biste et Mouche, ses compagnons de longue date, il décide de repartir à l'aventure afin de prouver à tous (et surtout à lui-même) qu'il n'est pas encore mort.

## Fiche technique
- Titre original (Ankama) : La Dernière Aventure du Comte Lance Dur
- Autre titre (plateformes de diffusion) : Lance Dur
- Création : Anthony Roux (dit Tot)
- Réalisation : Max Maleo et Malec
- Scénario : Anne-Charlotte Chafer et Anthony Roux
- Musique originale : Pierre-Jean Beaudoin
- Production : Ankama Animations et Planet Nemo Animation
- Productrice exécutive : Patricia Robert
- Pays d'origine :  France
- Langue d'origine : Français
- Genre : Animation, Action, Aventure
- Durée : 10 minutes
- Public : certains épisodes sont déconseillés aux moins de 10 ans, d'autres sont déconseillés aux moins de 12 ans.

## Distribution
- Michel Vigné : Lance Dur
- Julien Bouanich : Agard
- Annie Milon : Belladone
- Serge Biavan : Chaille
- Jean-Loup Horwitz : Mouche
- Véronique Augereau : Biste
- Lila Lacombe : Ozie
- Jérôme Keen : le cordonnier
- Valérie Bescht : Cadence

Source : carton de doublage français.

## Épisodes
1. Anniversaire
2. Abysse
3. Morts Brûlés
4. Cire Momore
5. Repos
6. Biste
7. Belladone

## Production
La série, qui prend place plusieurs années après Wakfu, est réalisée et diffusée pendant la production de la quatrième saison de la série originale. La réalisation est confiée à Malec, animateur issu du web, qui n'en est pas à sa première collaboration avec Ankama.
Lors du Festival d'Annecy 2022, les réalisateurs ont annoncé que l'animation de la série serait confiée au studio drômois Andarta Pictures. 

## Univers
À l'instar des autres productions d'Ankama, l'histoire de Lance Dur est développée simultanément sur d'autres médias, parmi lesquels un webtoon homonyme distribué par Ankama sur sa plateforme Allskreen, ou l'introduction d'une nouvelle classe de personnages jouables dans les jeux vidéos Dofus et Wakfu.
En février 2024, Lance Dur fait aussi plusieurs apparitions lorsqu'il était plus jeune, dans la saison 4 de Wakfu.